# Omar Marmoush
Omar Khaled Mohamed Marmoush (ur. 7 lutego 1999 w Kairze) – egipski piłkarz, występujący na pozycji napastnika, reprezentant Egiptu. Srebrny medalista Pucharu Narodów Afryki 2021, uczestnik Pucharu Narodów Afryki 2023.
Posiada również obywatelstwo kanadyjskie.

## Życiorys

### Kariera klubowa
Wychowanek Wadi Degla, w trakcie swojej kariery grał także w takich zespołach, jak VfL Wolfsburg oraz St. Pauli.
Sezon 2020/2021 zawodnik spędził na rocznym wypożyczeniu w St. Pauli, po którym ponownie został wypożyczony, tym razem do VfB Stuttgart, gdzie spędził cały sezon 2021/2022. Po wypożyczeniu do VfB Stuttgart jego kontrakt z VfL Wolfsburg wygasł, a zawodnik przeniósł się do Eintrachtu Frankfurt, dla którego grał do stycznia 2025, gdy na pozyskanie go zdecydował się Manchester City.

### Kariera reprezentacyjna
Napastnik reprezentował Egipt grając dla młodzieżowych reprezentacji Egiptu do lat 20 oraz 23, występując także na Igrzyskach Olimpijskich. W seniorskiej reprezentacji zadebiutował 8 października 2021 roku w wieku 22 lat.